# Pogopus
Pogopus là một chi bướm đêm thuộc họ Erebidae.